# Liberty (Carolina del Norte)
Liberty es un pueblo ubicado en el condado de Randolph y en el estado estadounidense de Carolina del Norte. La localidad en el año 2000, tenía una población de 2.661 habitantes en una superficie de 6.8 km², con una densidad poblacional de 394.1 personas por km².

## Geografía
Liberty se encuentra ubicado en las coordenadas 35°51′10″N 79°34′19″O / 35.85278, -79.57194. Según la Oficina del Censo, la localidad tiene un área total de 6,8 km² (2,6 mi²), de la cual 6,8 km² (2,6 mi²) es tierra y 0 km² (0 mi²) (0.0%) es agua.

### Localidades adyacentes
El siguiente diagrama muestra a las localidades en un radio de 20 kilómetros (12,4 mi) de Liberty.

## Demografía
En el 2000 la renta per cápita promedia del hogar era de $35.052, y el ingreso promedio para una familia era de $44.179. El ingreso per cápita para la localidad era de $16.345. En 2000 los hombres tenían un ingreso per cápita de $27.944 contra $21.462 para las mujeres. Alrededor del 9.90% de la población estaba bajo el umbral de pobreza nacional.